# Пизолитус красильный
Пизоли́тус краси́льный (лат. Pisolíthus tinctórius) — несъедобный гриб-гастеромицет рода пизолитусов.

## Названия
Научные синонимы:
- Lycoperdon capitatum J.F.Gmel., 1792 basionym
- Scleroderma tinctorium Pers., 1801
- Pisolithus arhizus (Scop.) Rauschert, 1959
- Lycoperdodes arrhizon (Scop.) Kuntze, 1891

Русские названия: наряду с пизолитус красильный широко используется синоним Пизолитус бескорневой (Pisolithus arhizus).
Биноминальное название Pisolithus tinctorius Jeppson впервые дано в 1928 г. в «The Gasteromycetes of the Eastern United States and Canada The Gasteromycetes of the Eastern United States and Canada».
Родовое название Pisolithus происходит от греческих слов πίσος (pisos) — «горох» и λίθος (lithos) — «камень»; видовой эпитет tinctorius — от лат. tinctorius — «красильный».

## Описание
Плодовое тело крупное, 5—20 (30) см высотой, 4—11 (20) см диаметром, у молодых грибов шаровидное, позднее булавовидное или неправильной формы, с плотной, волокнистой, глубоко укоренённой ложной ножкой 1—8 см длиной и 2—3 см диаметром, изредка сидячее, с зеленовато-жёлтыми мицелиальными тяжами.
Перидий очень тонкий, ок. 1 мм толщиной, сначала мягкий и беловатый, затем сухой и ломкий, желтоватый, охристый с оливково-чёрными пятнами; гладкий, позднее растрескается и опадает хлопьями, открывая буроватую споровую массу.
Глеба у молодых грибов состоит из мелких (5 х 2 мм) округлых белых или желтоватых перидиолей, погружённых в чёрную желатинообразную массу; у основания плодового тела перидиоли мельче. Созревают, начиная от верхушки плодового тела. Со временем перидиоли становятся красновато-коричневыми и распадаются, превращаясь в порошковидную желтовато-коричневую споровую массу. Запах у молодых грибов невыраженный, грибной, позднее — неприятный.

### Микроморфология
Споры 7—12 мкм диаметром, округлые, толстостенные, желтовато-коричневые, с шипами длиной 1—2,3 мкм. Пряжки присутствуют.

## Экология и распространение
Ранее считался видом-космополитом, встречающимся практически повсеместно кроме полярных районов. В настоящее время границы области распространения пересматриваются, так как формы, произрастающие в тропиках и Южном полушарии, были выделены в отдельные виды. Область распространения пизолитуса красильного, таким образом, вероятно, охватывает Голарктику, в то время как популяции из Южной Азии, Центральной и Южной Африки, Новой Зеландии и Австралии, по всей видимости, относятся к родственным видам.
Растёт одиночно или небольшими группами на кислых, обеднённых или нарушенных почвах, на зарастающих вырубках, в старых карьерах, на озеленяемых угольных отвалах, но никогда на известняковых почвах. В малонарушенных лесах крайне редок. Обладает широким спектром симбиотических партнёров; как правило, образует микоризу с хвойными породами деревьев и берёзами, но также с дубами, тополями и эвкалиптами.
В России встречается в Европейской части, на Кавказе, в Западной Сибири и на Дальнем Востоке, летом и в начале осени.

## Сходные виды
Благодаря характерному внешнему виду и многокамерной глебе легко отличим от других видов грибов.

## Использование
Несъедобный гриб, хотя есть упоминания о том, что молодые плодовые тела съедобны.
Зрелую глебу использовали в Южной Европе как техническое красильное растение для получения жёлтой краски.
Благодаря своей способности расти на обеднённых, кислых почвах, имеет большое экологическое значение для лесоразведения и лесовосстановления на отвалах, карьерах и иных местах с техногенно нарушенными почвами. Инокуляция саженцев сосен, эвкалиптов и некоторых других древесных пород микоризой Pisolithus tinctorius эффективна при лесонасаждениях.
Выделенный из пизолитуса красильного тритерпен пизостерол обладает противоопухолевой активностью.